# تامیکایرا
تامیکایرا (انگلیسی: Tommykaira) شرکت خودروسازی ژاپنی است، که در سال ۱۹۶۸ تأسیس شد.